# Małgorzata Braunek
Małgorzata Braunek (n. 30 ianuarie 1947, Szamotuły, Republica Populară Polonă, Polonia – d. 23 iunie 2014, Varșovia, Polonia) a fost o actriță de film și de teatru poloneză, activistă pentru drepturile omului și profesoară de Zen. A primit medalia de aur de merit cultural Gloria Artis și Crucea de ofițer a Ordinului Polonia Restituta.

## Biografie și carieră

### Tinerețe
Małgorzata Braunek s-a născut la Szamotuły. A studiat la departamentul de actorie la Școala Națională Superioară de Teatru din Varșovia până în 1969, când a renunțat pentru a începe o cariera în cinematografie. 

### Film
A jucat în peste 20 de filme, printre care Zywot Mateusza (Zilele lui Matthew, 1967), Polowanie na muchy (Vânătoare de muște, 1969), Trzecia część nocy (A treia parte a nopții, 1971), Diabeł (1972) sau în Potopul (1974).

### Viață personală
A fost căsătorită de trei ori: mai întâi o perioadă scurtă cu actorul Janusz Guttner, de care a divorțat în 1971; apoi cu regizorul Andrzej Żuławski din 1971 până în 1976, cu care a avut un fiu, Xawery; și în sfârșit cu Andrzej Krajewski până la moartea ei, cu care a avut o fiică, Orina (născută în 1987). De asemenea, a practicant multă vreme și a fost profesoară de Zen.

### Moarte
La 23 iunie 2014, Braunek a murit la Frankfurt pe Main, în Germania, din cauza complicațiilor provocate de cancerul ovarian la Varșovia, în vârstă de 67 de ani. A fost înmormântată la Cimitirul Evanghelic-Augsburg, lângă mama ei, pe 5 iulie 2014. 

## Premii
La 11 aprilie 2014, a primit Medal „Zasłużony Kulturze Gloria Artis” (medalia de aur de merit cultural Gloria Artis). Prin decizia președintelui polonez Bronisław Komorowski din 22 aprilie 2014, ea a fost distinsă cu Crucea de ofițer a Ordinului Polonia Restituta pentru realizări deosebite în activitatea artistică și socială și pentru contribuția sa la schimbarea democratică în Polonia.

## Filmografie
- Przechodnie (1966)
- Wycieczka w nieznane (1967)
- Zywot Mateusza (Zilele lui Matthew), ca Anna (1967)
- The Leap, ca Teresa (1967)
- The Game (1968)
- Shifting Sands (1968)
- Wniebowstąpienie, ca Raisa (1969)
- Polowanie na muchy (Vânătoare de muște), ca Irena (1969)
- W każdą pogodę (1969)
- Oxygen (1970)
- Landscape After the Battle (1970)
- Lokis: Rękopis profesora Wittembacha (sau Ursul. Un manuscris al profesorului Wittembach), ca Julia Dowgiełło (1970)
- Trzecia część nocy (A treia parte a nopții) ca Helena (1971)
- Diabeł (1972)
- Potopul (titlu original: Potop), ca Billewiczówna Oleńka (1974)
- The Shadow Line (1976)
- Wielki układ, ca Marta Nowicka (1976)
- Jörg Ratgeb – Painter (1978)
- Lalka, ca Izabella Łęcka (1977)
- Tercet egzotyczny a może erotyczny? (1978)
- Wejście w nurt (1978)
- Dr Seneki (1980)
- The Big Night Bathe, ca Żana (1980)
- ...według Christiana Skrzyposzka, rolul ei (1996)
- Darmozjad polski, ca  turistă (1997)
- Ktoś pamięta moje imię, voce (1998)
- Glina, ca Tatiana Zubrzycka (2003–2004)
- Tulips, ca Marianna (2004)
- Bulionerzy, ca Marta Berger (2004–2006)
- Pełną parą, ca Bogusia Lamarti (2005)
- Pensjonat pod Różą, ca Wiesława Pasternak (2 episoade, 2005)

## Legături externe
- Małgorzata Braunek la Internet Movie Database
- Biografia la Culture.pl
- Małgorzata Braunek la Filmweb - în poloneză
- Filmografie la FilmPolski.pl - în poloneză